# Association de soccer de Blainville (féminines)
La section féminine de l'AS Blainville est une club féminin de soccer basé à Blainville au Québec qui évolue en Ligue1 Québec.

## Histoire
En 2020, alors que la saison est tronquée par la pandémie de Covid-19, l'AS Blainville décroche son premier titre en PLSQ en dominant en finale le CS Fabrose (victoire aux tirs-au-but).
Après avoir conservé son titre en championnat, l'AS Blainville remporte la première édition de la coupe PLSQ en battant le CS Monteuil 1-0 en finale.
En 2022, l'AS Blainville réitère le doublé coupe-championnat québécois. Il bat l'AS Chaudière-Ouest en finale de coupe 2-0. Le club participe à l'édition inaugurale du championnat interprovincial du Canada. Après avoir éliminé en demi-finale le Varsity FC de Colombie-Britannique, Blainville domine largement (3-0) les autres Québécoises de la compétition, l'AS Laval, en finale, pour décrocher le premier titre de l'histoire de la compétition.

## Palmarès
| Compétitions provinciales                                                                         | Compétitions nationales                                 |
| ------------------------------------------------------------------------------------------------- | ------------------------------------------------------- |
| - Ligue1 Québec (3) : - Champion en 2020, 2021, 2022 - Coupe PLSQ (2) : - Vainqueur en 2021, 2022 | - Championnat interprovincial (1) : - Vainqueur en 2022 |